# Puhl
Puhl ist eine Ortschaft in der Stadt Waldbröl im Oberbergischen Kreis im südlichen Nordrhein-Westfalen (Deutschland) innerhalb des Regierungsbezirks Köln.

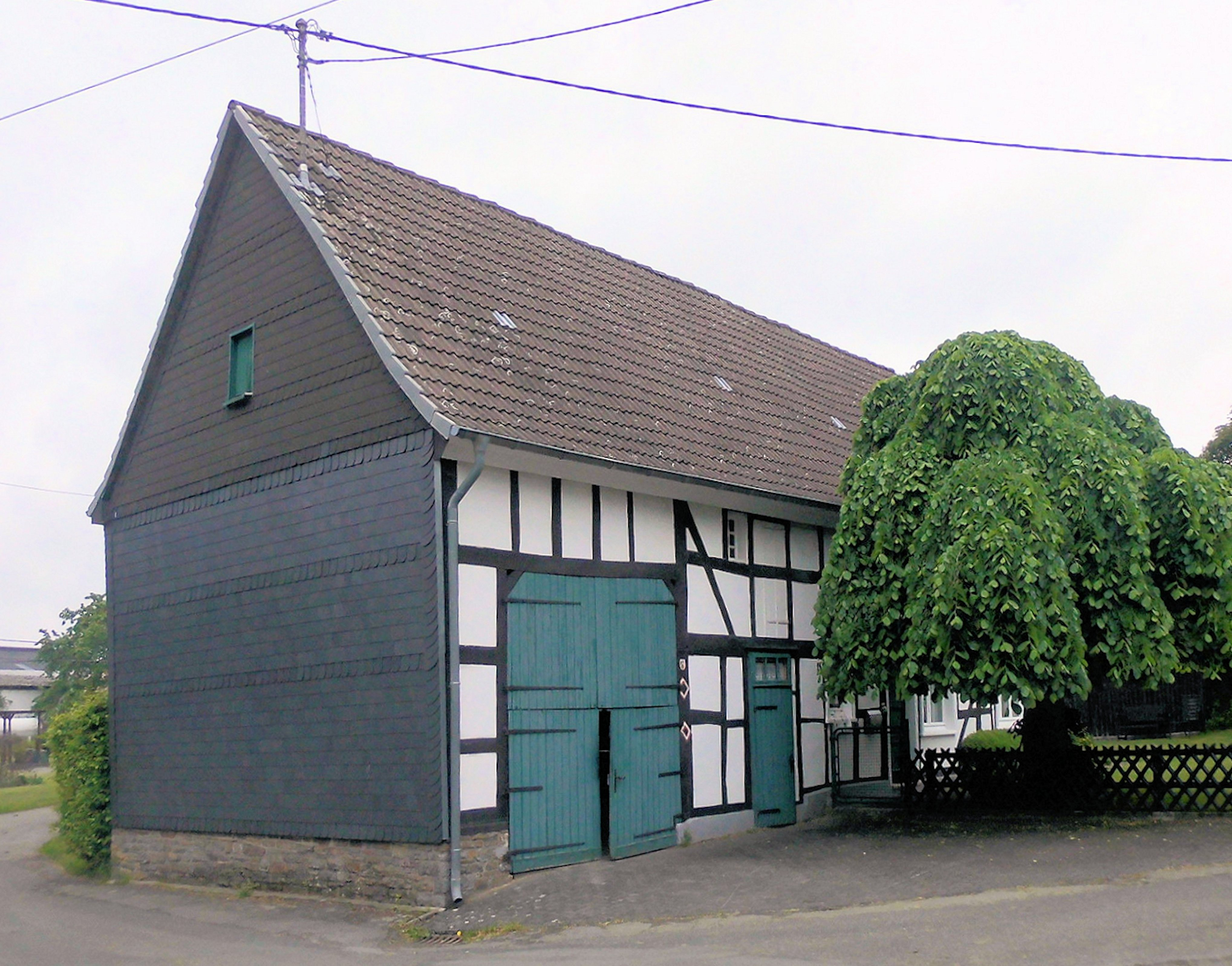
Denkmalgeschütztes Wohn- und Stallhaus Puhl 15

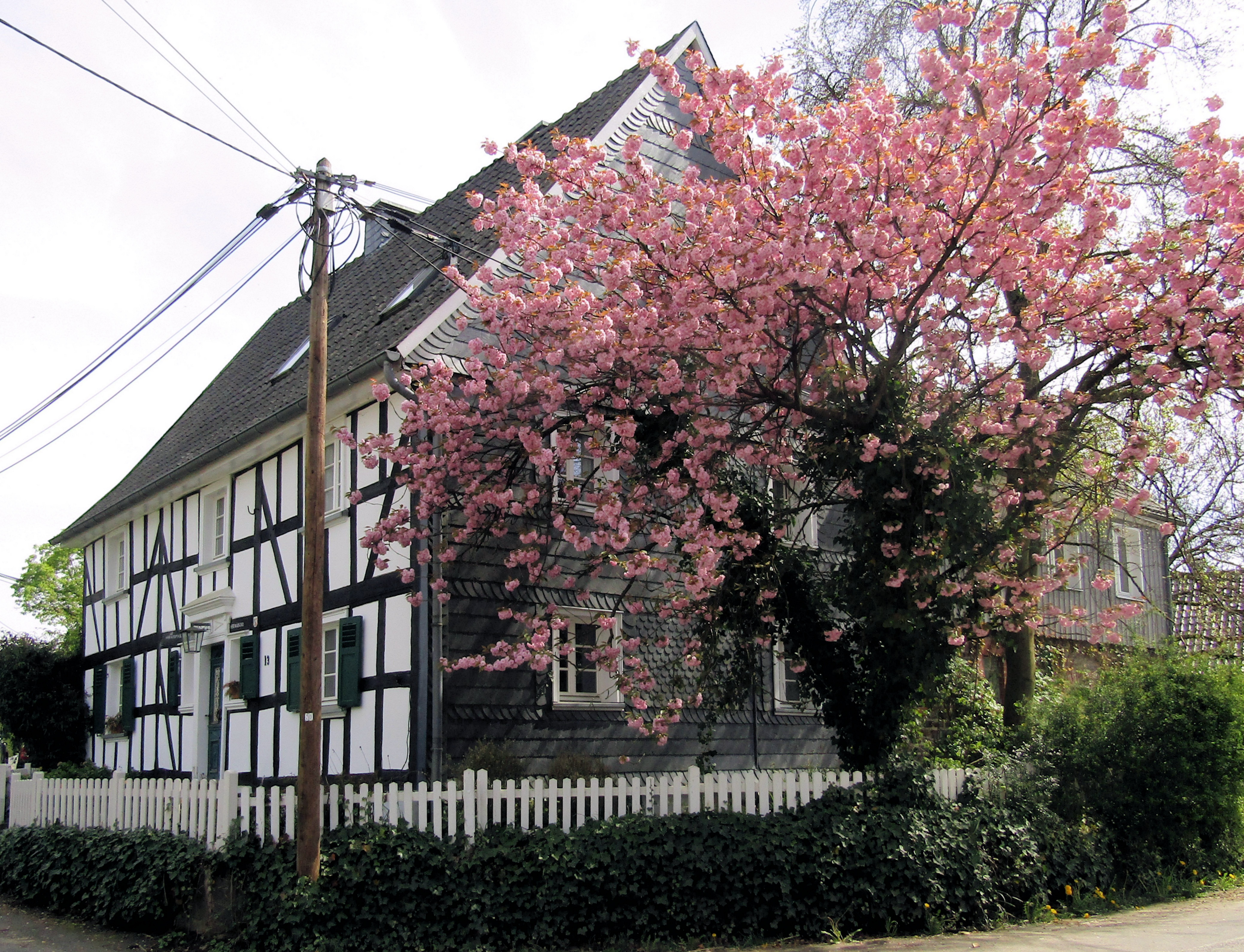
Denkmalgeschütztes Wohn- und Stallhaus Puhl 13

## Lage und Beschreibung
Der Ort liegt 3,1 Kilometer nordwestlich des Stadtzentrums von Waldbröl. Puhl verfügt über einen eigenen Friedhof mit Kapelle.

## Geschichte

### Erstnennung
1454  wurde der Ort das erste Mal urkundlich erwähnt: „Zu den bei den bergischen Raubzügen gebrandschatzten Höfen gehört zom Poel.“
Schreibweise der Erstnennung: zom Poel
Seinen Namen verdankt Puhl dem noch immer vorhandenen Dorfweiher, dem Pfuhl. Bis heute gibt es noch zwei landwirtschaftliche Betriebe im Ort. Acht Fachwerkhäuser aus dem 17. und 18. Jahrhundert sind erhalten. Die Einwohnerzahl hat sich seit 1850 kaum verändert.

## Bus- und Bahnverbindungen

### Linienbus
Haltestelle: Puhl
- 302 Waldbröl, Gummersbach Bf  (OVAG)

## Persönlichkeiten
- Heinrich Foerster, Gutsbesitzer aus Puhl. 1829/1830 auftragsweise Landrat des Kreises Waldbröl

## Belege
1. ↑  Klaus Pampus: Urkundliche Erstnennungen oberbergischer Orte (= Beiträge zur Oberbergischen Geschichte. Sonderbd. 1). Oberbergische Abteilung 1924 e. V. des Bergischen Geschichtsvereins, Gummersbach 1998, ISBN 3-88265-206-3.